# Chingale de Tete
El Chingale de Tete es un equipo de fútbol de Mozambique que milita en la Moçambola 2, la segunda liga de fútbol más importante del país.

## Historia
Fue fundado en el año 1936 en la ciudad de Tete y han formado parte de la Moçambola, la primera división de Mozambique, de la cual nunca ha sido campeón; aunque principalmente han pasado entre la Moçambola 2 y la Moçambola 3. Tampoco han podido ganar la Taça de Mozambique a pesar de haber sido finalista en 2 ocasiones.
A nivel internacional han participado en un torneo continental, la Copa CAF 2000, en la cual fue eliminado en la primera ronda por el Étoile du Sahel de Túnez, y es conocido por ser el equipo que más goles ha recibido en la Copa CAF en un solo partido con 10.

## Palmarés
- Taça de Mozambique: 0
  - Finalista: 2

2008, 2011

## Participación en competiciones de la CAF
| Temporada | Torneo   | Ronda      | Club            | Casa | Visita | Global      |
| --------- | -------- | ---------- | --------------- | ---- | ------ | ----------- |
| 2000      | Copa CAF | Preliminar | CD Elá Nguema   | 1-0  | 0-1    | 1-1 (4-2 p) |
| 2000      | Copa CAF | 1          | Étoile du Sahel | 0-1  | 0-10   | 0-11        |